# 남장유 나들목
남장유 나들목(Namjangyu IC)은 경상남도 김해시 신문동에 걸쳐 있는 남해고속도로제2지선의 2-1번 교차로이다. 

## 연혁
- 2024년 11월 28일: 개통[1]